# Muroyama Mayumi
Muroyama Mayumi (Nhật: 室山まゆみ (Thất San Gian Thâu Thực)) là bút danh của họa sĩ manga của Nhật Bản, Muroyama Mayumi (室山真弓 sinh ngày 30 tháng 8 năm 1955) và người em gái Muroyama Mariko (室山真里子 sinh ngày 27 tháng 9 năm 1957). Họ xuất hiện lần đầu tiên vào năm 1976 với Ganbare Aneko trong Shōjo Comic .
Năm 1977, Muroyama xuất bản Asari-chan, gồm 100 tập và đã bán được 26.500.000 bản tính đến tháng 5 năm 2006, trở thành manga bán chạy thứ bảy của các shoujo manga ở Nhật. Asari-chan đã nhận được giải thưởng Manga Shogakukan 1986 cho Manga của trẻ em.  Một số manga của Muroyama đã được chuyển thể thành phim hoạt hình, bao gồm cả Asari-chan như một bộ phim truyền hình và phim điện ảnh, Dororonpa!  như một bộ phim truyền hình, và Mr. Pen Pen như một chương trình truyền hình đặc biệt.